# Luhangarasi
Luhangarasi ist ein Verwaltungsbezirk (Ward) des Distrikts Nyasa in der tansanischen Region Ruvuma.

## Geografie
Luhangarasi liegt im Südwesten von Tansania etwa 25 Kilometer Luftlinie nordöstlich der Distrikthauptstadt Mbamba Bay. Der Bezirk grenzt im Norden an Nyoni, im Nordosten an Kagugu, im Südosten an Upolo, im Süden an Lumeme und im Westen an Kingerikiti und Mpapa. Bei der Volkszählung 2022 lebten 9929 Menschen in 2175 Haushalten auf einer Fläche von 69 Quadratkilometern.

## Gliederung
Der Bezirk besteht aus vier Gemeinden (Mtaa) mit 27 Orten (Kitongoji):
| Luhangarasi - Luhangarasi - Mihungu A - Mihungu B - Mitumbi - Punga - Punga Asili - Kilosa - Kigangi - Mpakani | Litundo Asili - Lusilingo - Mtwara - Ngepokela - Nzombo - Litindo Asili - Ntua - Matogoro - Matoke | Malamala - Ulenga - Malamala - Mbongo - Lumahala - Ntalingana | Kimbango - Kimbango A - Kimbango B - Nkolola - Mitumbitumbi - Mapendo |

## Wirtschaft und Infrastruktur
- Landwirtschaft: In den Gemeinden Luhangarasi und Malamala werden jährlich 250 bis 300 Tonnen Arabica-Kaffee geerntet.[7]
- Gesundheit: Im Bezirk befindet sich eine staatliche Apotheke.[8]